# Ejército persa de Darío III

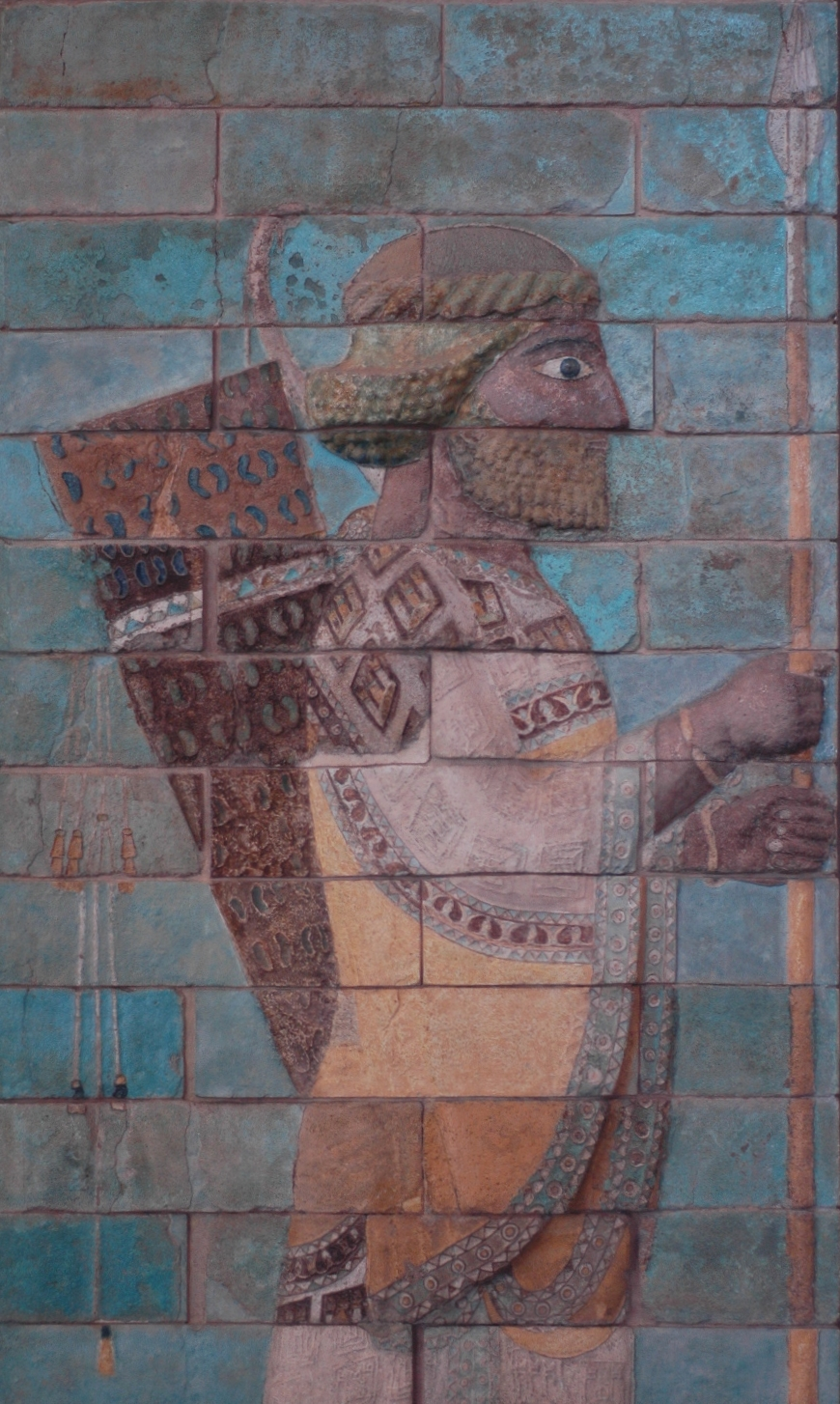
Lancero persa, palacio de Darío I en Susa, quizá un Inmortal.

El ejército persa de Darío III se enfrentó al ejército macedonio de Alejandro Magno de 330 a 334 a. C. Era un ejército a «lo oriental», muy numeroso y abigarrado, cuyas mejores unidades se adornaban con lujosos atavíos que impresionaban a sus adversarios. El coraje de los caballeros persas era cierto, pero insuficiente para afrontar la potencia del choque macedonio.

## Efectivos
Los efectivos referidos por los autores antiguos son muy divergentes, y a veces poco verosímiles. Alguno, como Arriano, afirma que Darío III alineó en Gaugamela casi un millón de infantes, 40.000 jinetes y 200 carros de guerra. La crítica moderna ha hecho razón de estas cifras, de 1.000.000 a 3.000.000 como máximo, sin duda menos. En Issos a los 25 o 300.000 hombres de Alejandro, Darío opuso 1.000.000, de los cuales apenas la mitad tomaron parte en la batalla. El ejército persa era, no obstante, más numerosos que el macedonio. Se trataba de un ejército menos homogéneo que el macedonio y que no tenía tanta experiencia en el combate.

## Caballería

### Caballería pesada

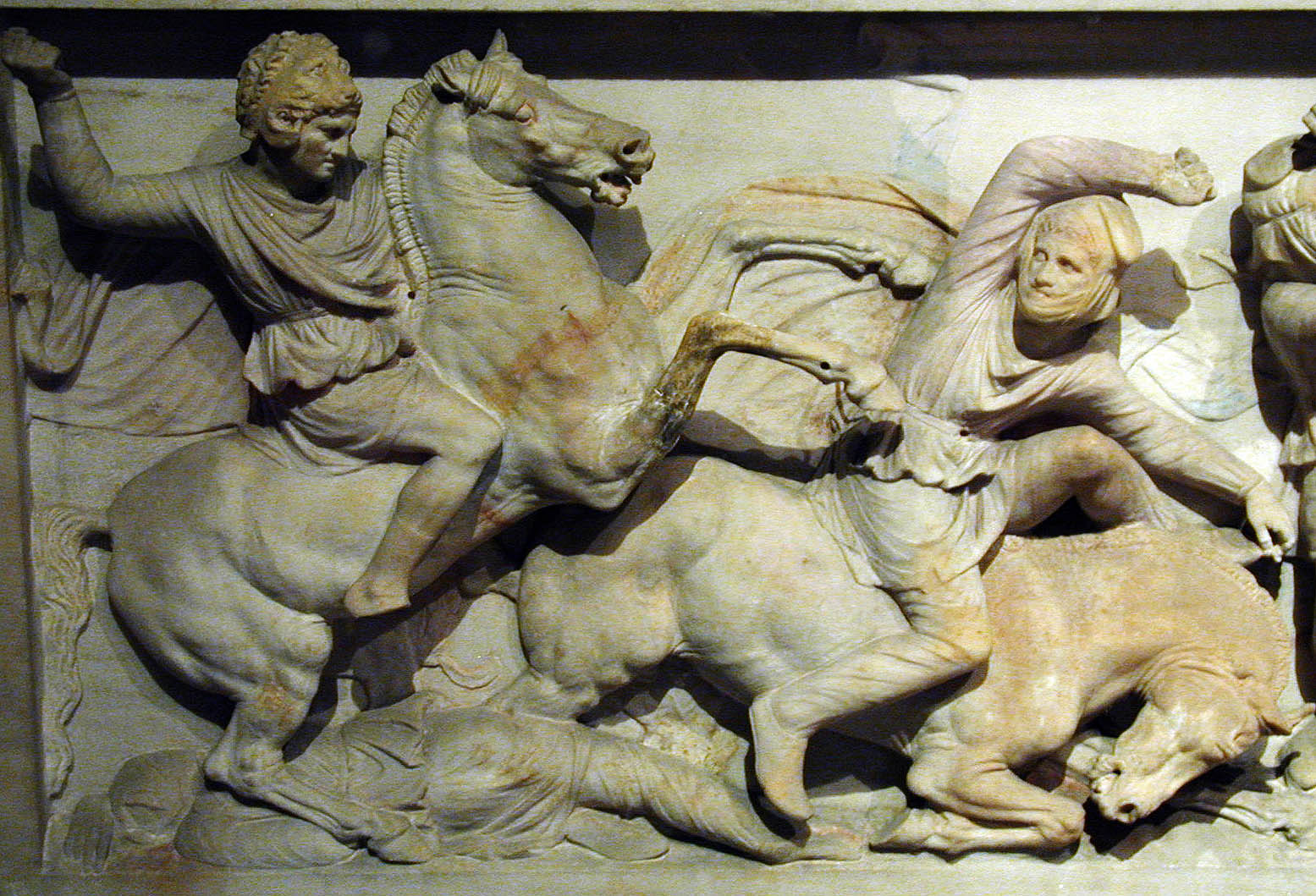
Alejandro combatiendo a un jinete persa durante la Batalla de Issos, detalle del sarcófago de Sidón.

Los cuerpos de caballería eran muy numerosos. Los caballeros estaban equipados con una armadura de cuero o de un tejido forrado con muletón, sobre la que se fijaban escamas de metal, a fin de proteger el pecho, el abdomen, la espalda y los hombros. A menudo era llevada sobre una túnica generalmente de colores vivos. Cada caballero llevaba dos poltones, una jabalina de 1,5 metros, a veces de 1,8, con la punta de hierro o de bronce. Como armas de contacto empelaban o una espada corta (bastante similar al kopis griego) o una daga larga (akinakes) o diversos tipos de hachas.
Algunos estaban equipados más pesadamente que la mayoría y montaban caballos parcialmente protegidos con una coraza compuesta de una cobertura de cuero recubierto de escamas de bronce,  atada a la base del cuello del caballo y a la cintura del jinete. Esta protección, que se llamaba parameridia, protegía los flancos de la montura y las piernas del caballero. Sobre la cabeza del animal se fijaba un gorro de cuero recubierto de escamas de bronce que le protegía desde las orejas hasta el hocico. El pecho llevaba una armadura de cuero recubierto de láminas de bronce. Los caballeros se cubrían con un casco metálico, de tipo griego o con forma cónica, y con una coraza de bronce. Estos eran sobre todo los masagetas y los bactrianos, situados en el ala izquierda durante la Batalla de Gaugamela, así como los  capadocios del ala derecha que fueron equipados así.

### Caballería ligera
Los escitas eran arqueros a caballo que usaban un arco corto y curvo, a menudo fabricado a partir de materiales muy diversos, tales como nervios de animales (para la cuerda), cuerno, madera, etc. Las flechas, ligeras y pintadas de rojo o de blanco, poseían una punta de bronce, hierro o hueso. Se colocaban en un gorytos, estuche que pendía en el lado derecho de la cintura y que contenía más de 200 flechas. Su segunda arma era una daga o un hacha, raramente una jabalina. Eran fácilmente identificables por sus tejidos de lana, seda, fieltro o cuero de colores brillantes (azul, blanco, amarillo, púrpura, etc.) Algunos escitas se batían a pie y empleaban entonces un hacha y su escudo característico: un óvalo de madera recubierto de piel.
Los sacas, llamados también masagetas por Heródoto, un pueblo próximo al de los escitas, adoptaron el arco escita, un hacha con cabeza de pico equilibrada del lado opuesto por una cabeza de martillo, y una espada larga. Hay que señalar la presencia de caballería de Aracosia (región del actual Kandahar, al sur de Afganistán) armada con jabalinas y hachas cortas, y las primeras menciones de arqueros montados partos, que combatían generalmente con los medos; los dos pueblos se mezclaban fácilmente.

### Carros y elefantes

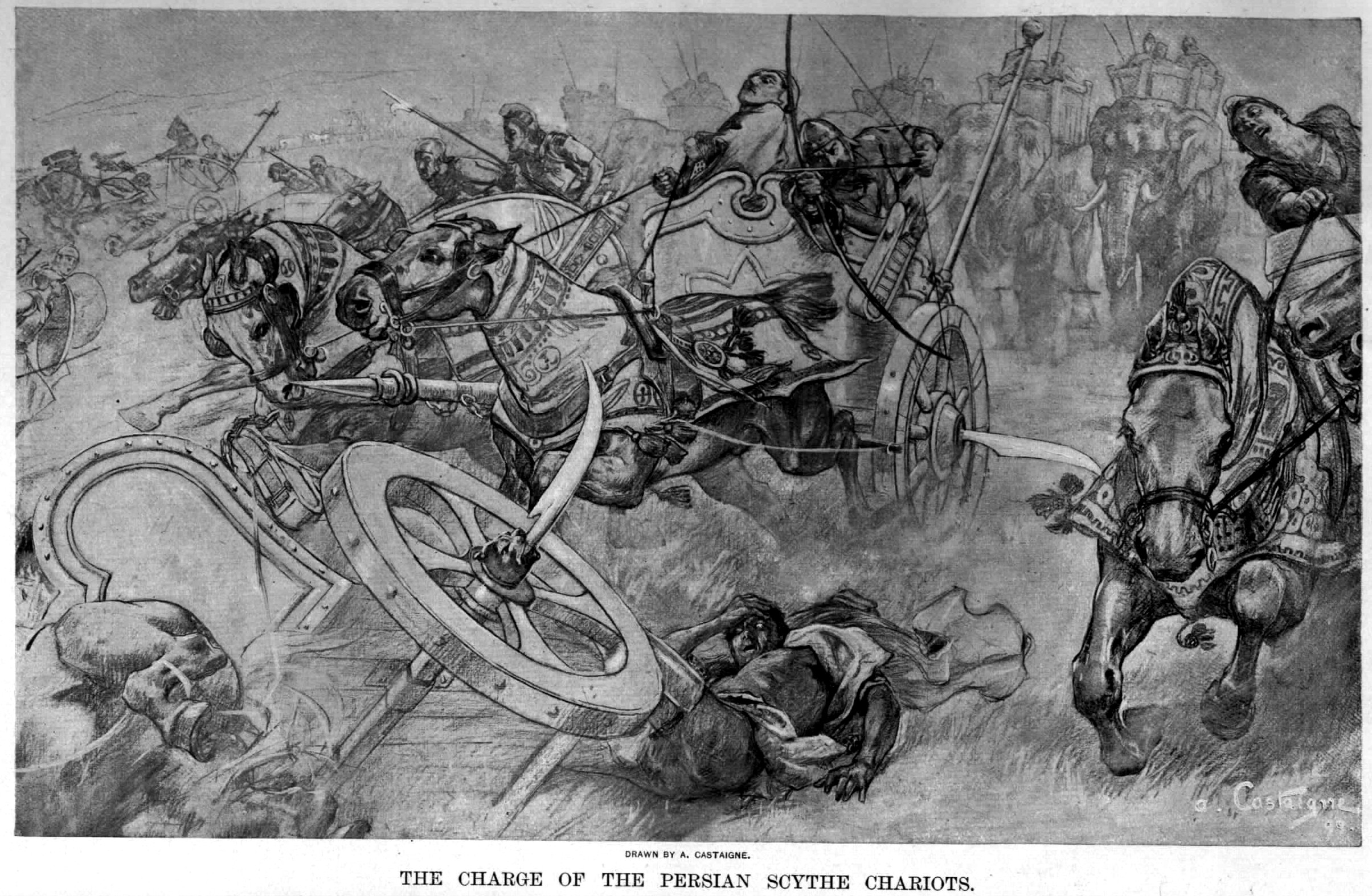
Carga de carros persas falcados en la Batalla de Gaugamela.

Darío III alineó 200 carros falcados en Gaugamela, e hizo quitar las piedras de la llanura para facilitar sus movimientos. Los situó en el centro de su dispositivo para atacar de frente a la falange macedonia. Sin embargo dicha arma fue del todo ineficaz, ya que la falange macedonia abrió sus filas, dejando pasar los carros y atacándolos mientras con sus picas. También la infantería ligera como la agriana dio cuenta de los carros. Darío se sostenía encaramado sobre su carro en medio del batallón de Parientes del Rey. Dos veces, en Issos y en Gaugamela, hubo de huir ante el ataque frontal de los caballeros macedonios, lo que demuestra la inadaptabilidad de esta arma de guerra, poco eficaz en la parada.
A través de la orden de batalla persa capturada tras la batalla, se sabe que Darío iba a disponer 15 elefantes de guerra en el centro de su dispositivo en apoyo de los carros. Sin embargo, al final no fueron formados en una decisión de última hora, ya que fueron apresados por los macedonios tras tomar el campamento persa. Hubo que esperar a la Batalla del Hidaspes para ver a los macedonios enfrentarse por primera vez a un verdadero ejército de elefantes.

## Infantería

### Infantería ligera

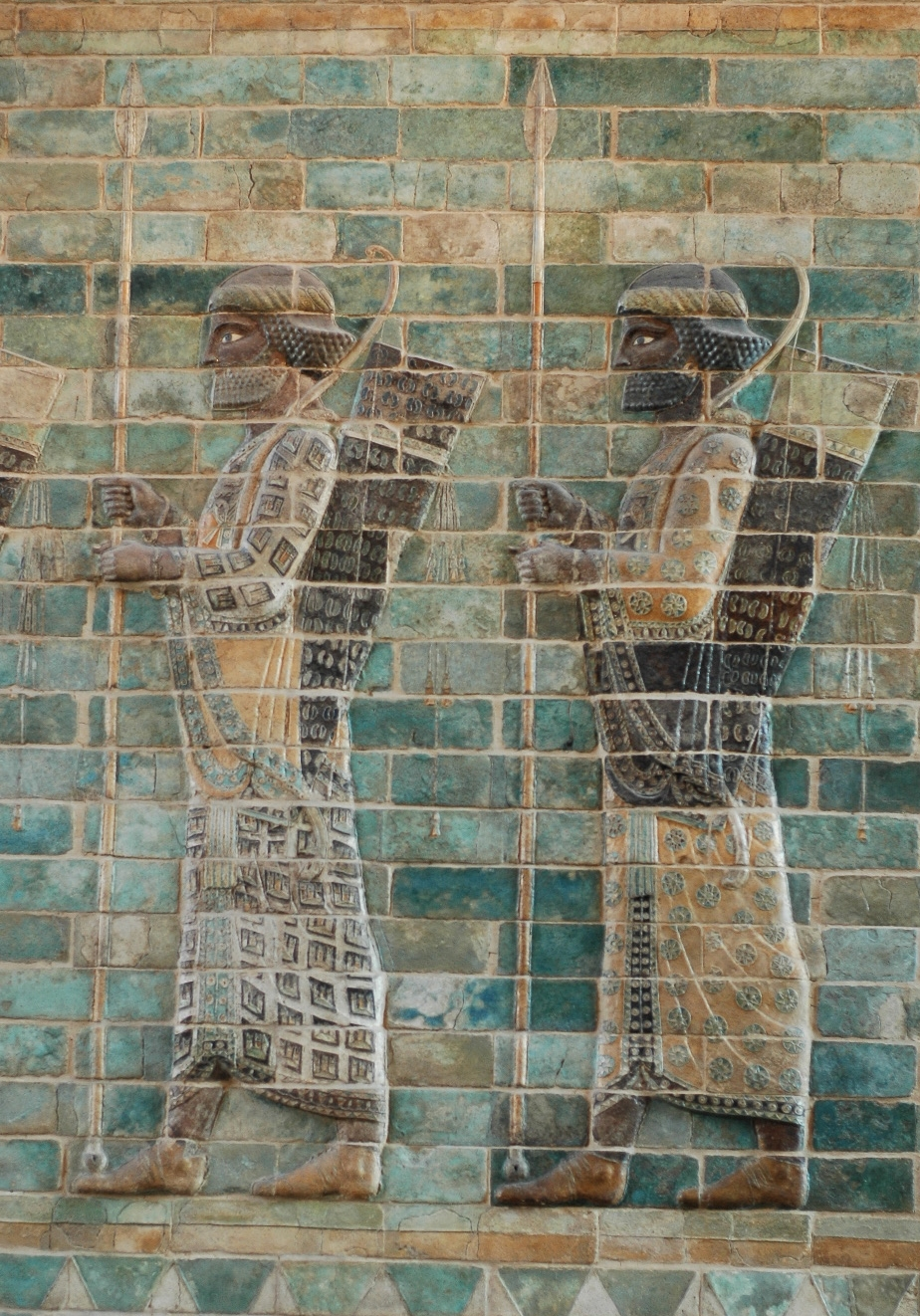
Arqueros de un friso del palacio de Darío I, en Susa.

Aunque fuera muy numerosa, la infantería no tenía para los soberanos aqueménidas la importancia que la caballería. Estaba esencialmente compuesta por una infantería ligera que comprendía lanzadores de jabalina, honderos y arqueros, y eran famosos los arqueros persas y los honderos rodios. Los persas disponían de una unidad militar, los kardakes (o cardaces), que eran infantes que no llevaban armadura, equipados con jabalinas, arcos o una kopis y un escudo. En la Batalla de Issos, se estima que Darío dispuso al menos de 20.000 kardakes, reclutados sobre todo en Babilonia. Llevarían un armamento similar al de los peltastas. Conviene señalar que el arco persa poseía una gran tamaño para los cánones de la época, alrededor de 1,20 metros. Jenofonte apunta que los arqueros persas disparaban más lejos que los cretenses, y enseguida añade que es sin duda porque las flechas eran más ligeras. Por lo tanto, durante las confrontaciones con el ejército de Alejandro, la infantería ligera persa fue barrida por la falange macedonia.

### Infantería pesada e Inmortales
La infantería pesada persa estaba compuesta de mercenarios griegos armados como hoplitas. Provenían sobre todo de Atenas y de Esparta, ciudades tradicionalmente hostiles a Macedonia. En la Batalla del Gránico, la infantería hoplítica mercenaria, privada del apoyo de la caballería persa, fue sistemáticamente masacrada. De 10 000 mercenarios únicamente sobrevivieron 2000, que fueron condenados a trabajos forzados.
Desde Ciro I, el ejército persa contaba con un batallón de Inmortales, llamados así por Jenofonte, reclutados entre la nobleza persa. Se trataba de lanceros y de arqueros de élite, adornados con lujosas vestiduras, que formaban la guardia del rey. Darío les alineó en el centro de su dispositivo en las batallas de Issos y de Gaugamela. Su coraje y su fidelidad y apoyo a Darío eran más reales que efectivos.

## Tácticas militares
La táctica preferida por Darío era envolver las dos alas gracias a su caballería, mientras que Alejandro prefería el ataque al centro aprovechando las brechas creadas sobre las alas adversarias por su caballería pesada. Darío apostaba por su caballería, en neta superioridad numérica. Por lo tanto, en la Batalla de Issos, sin escuchar a sus consejeros griegos, situó su ejército en un lugar que no era favorable para las maniobras de la caballería: su ala derecha, enfrentada a la caballería tesalia estaba bloqueada a lo largo de la orilla y no podía romper el cerco. En la Batalla de Gaugamela, Darío eligió un terreno propicio, pero la fuerza de impacto de los macedonios y el brusco cambio de dirección que Alejandro arremetiendo contra el centro del ejército persa impidió cualquier tentativa de maniobra envolvente. Cuando en la derrota de la Batalla del Gránico (y en la masacre de los mercenarios griegos situados en la retaguardia sin auténticas órdenes), no fue únicamente imputable a Darío, aunque había ordenado a los sátrapas enfrentarse al ejército macedonio sin sufrientes preparativos. Cuando el ejército macedonio desembarcó en Frigia, no designó ningún comandante en jefe, dejando que hubiera divergencias estratégicas entre los sátrapas y los generales como Memnón de Rodas, el jefe de los mercenarios griegos, que aconsejó sin éxito practicar la táctica de tierra quemada y obligar a los macedonios a batirse en el interior del país.
Al final, se puede considerar que a lo largo de las conquistas de Alejandro, la estrategia macedonia, fundada en la astucia y la sorpresa (sin evocar la potencia de choque de la caballería y la falange) prevaleció sobre el espíritu caballeresco de los persas.